# 趙州
趙州（ちょうしゅう）は、中国にかつて存在した州。南北朝時代から民国初年にかけて、現在の河北省石家荘市一帯に設置された。

## 魏晋南北朝時代
526年（孝昌2年）、北魏が広阿県に設置した殷州を前身とする。551年（天保2年）、北斉により皇太子高殷の諱を避けるために趙州と改称された。

## 隋代
隋初には、趙州は下部に2郡4県を管轄した。590年（開皇10年）に廉州、596年（開皇16年）に欒州が分割設置されたが、605年（大業元年）にそれぞれ廃止され、趙州に統合された。607年（大業3年）、郡制施行に伴い、趙州は趙郡と改称され、下部に11県を管轄した。隋代の行政区分に関しては下表を参照。
| 隋代の行政区画変遷 | 隋代の行政区画変遷   | 隋代の行政区画変遷 | 隋代の行政区画変遷 | 隋代の行政区画変遷 | 隋代の行政区画変遷                                                           |
| 区分               | 開皇元年             | 開皇元年           | 開皇元年           | 区分               | 大業3年                                                                      |
| ------------------ | -------------------- | ------------------ | ------------------ | ------------------ | ---------------------------------------------------------------------------- |
| 州                 | 趙州                 | 趙州               | 定州               | 郡                 | 趙郡                                                                         |
| 郡                 | 趙郡                 | 南趙郡             | 巨鹿郡             | 県                 | 平棘県 高邑県 廮陶県 大陸県 藁城県 元氏県 房子県 欒城県 賛皇県 柏郷県 鼓城県 |
| 県                 | 平棘県 高邑県 廮遥県 | 広阿県             | 高城県             | 県                 | 平棘県 高邑県 廮陶県 大陸県 藁城県 元氏県 房子県 欒城県 賛皇県 柏郷県 鼓城県 |

## 唐代
618年（武徳元年）、張志昂が唐に帰順すると、趙郡は趙州と改められた。742年（天宝元年）、趙州は趙郡と改称された。758年（乾元元年）、趙郡は趙州の称にもどされた。趙州は河北道に属し、平棘・寧晋・柏郷・昭慶・高邑・臨城・賛皇・元氏の8県を管轄した。

## 宋代
1119年（宣和元年）、北宋により趙州は慶源府に昇格した。慶源府は河北西路に属し、平棘・寧晋・柏郷・隆平・高邑・臨城・賛皇の7県を管轄した。
1127年（天会5年）、慶源府は金に降った。1129年（天会7年）、慶源府は趙州の称にもどされた。1151年（天徳3年）、趙州は沃州と改称された。沃州は河北西路に属し、平棘・寧晋・柏郷・隆平・高邑・臨城・賛皇の7県と奉城鎮を管轄した。

## 元代
元により沃州は趙州の称にもどされた。趙州は真定路に属し、平棘・柏郷・隆平・高邑・臨城・賛皇・寧晋の7県を管轄した。

## 明代以降
明のとき、趙州は真定府に属し、柏郷・隆平・高邑・臨城・賛皇・寧晋の6県を管轄した。
1724年（雍正2年）、清により趙州は直隷州に昇格した。趙州直隷州は直隷省に属し、柏郷・隆平・高邑・臨城・寧晋の5県を管轄した。
1913年、中華民国により趙州直隷州は廃止され、趙県と改められた。